# Le Vilhain
Le Vilhain is een Frans dorp in het departement Allier. Het dorp telt ongeveer 400 inwoners. Bekend zijn het restaurant Saint-Hubert en het panoramische uitzicht.

## Demografie
Onderstaande figuur toont het verloop van het inwoneraantal van Le Vilhain vanaf 1962.

Vanwege een beveiligingsprobleem met de MediaWiki Graph-software is het momenteel niet mogelijk deze grafiek weer te geven. Zodra de software is bijgewerkt zal de grafiek vanzelf weer zichtbaar worden.